# Wesmaelius quadrifasciatus
Wesmaelius quadrifasciatus is een insect uit de familie van de bruine gaasvliegen (Hemerobiidae), die tot de orde netvleugeligen (Neuroptera) behoort. 
Wesmaelius quadrifasciatus is voor het eerst wetenschappelijk beschreven door Reuter in 1894.